# Oxyopes salticus
Oxyopes salticus is een spin uit de familie lynxspinnen (Oxyopidae) die voorkomt in de Verenigde Staten.
De vrouwtjes worden 6 mm groot, de mannetjes worden 5 mm. De soort leeft op groene vegetatie en onkruid.